# Jens Schielderup Sneedorff
Jens Schielderup Sneedorff (Sorø, 22 augustus 1724 – Kopenhagen, 5 juni 1764) was een Deens schrijver, denker, taalkundige en jurist.

## Levensloop
Sneedorff studeerde in Göttingen en Kopenhagen. In 1751 werd hij aangesteld als hoogleraar rechtsgeleerdheid aan de Sorø Akademi in zijn geboorteplaats. Vanaf 1761 gaf hij les aan erfprins Frederik van Denemarken (1753-1805). Sneedorff heeft een grote bijdrage geleverd aan de standaardisering van de Deense schrijftaal. Hij was een voorvechter van rechten voor de boerenstand en een groot voorstander van taalkundige toenadering tussen het Deens en het Zweeds. Als zijn belangrijkste geschriften worden beschouwd Om den borgerlige regering (Over de burgerregering) uit 1757, waarin hij zijn op John Locke en Montesquieu gebaseerde politieke denkbeelden ontvouwde, en Breve (Brieven) uit 1759, die inzicht geven in zijn opvattingen over moraal. Daarnaast was ook zijn tijdschrift Den patriotiske Tilskuer (De patriottistische beschouwer), waarvan acht nummers verschenen in 1761-1763, van groot belang. Zijn geschriften werden tussen 1775 en 1777 gebundeld in negen delen.
Sneedorff stierf op 39-jarige leeftijd aan een kinderziekte. Van zijn zonen werd Hans Christian (1759-1824) marineofficier, terwijl de jonggestorven Frederik (1760-1792) een bekende historicus werd.